# 阿力哥
阿力哥（?—?），16世纪蒙古右翼土默特部領主俺答汗的属民。
阿力哥是俺答汗之孙、铁背台吉之子把汉那吉的奶公。把汉那吉自幼父母双亡，俺答汗的妻子命阿力哥夫妻充当家仆，并哺育把汉那吉。明穆宗隆庆四年（1570年），把汉那吉的未婚妻被俺答汗许婚到鄂尔多斯部，阿力哥随同把汉那吉至大同镇投降明朝。阿力哥因为护从有功，明朝封他为正千户。同年，俺答汗与明朝达成和议，明朝大同巡抚方逢时等将阿力哥与把汉那吉送回土默特。